# Jacob Glas

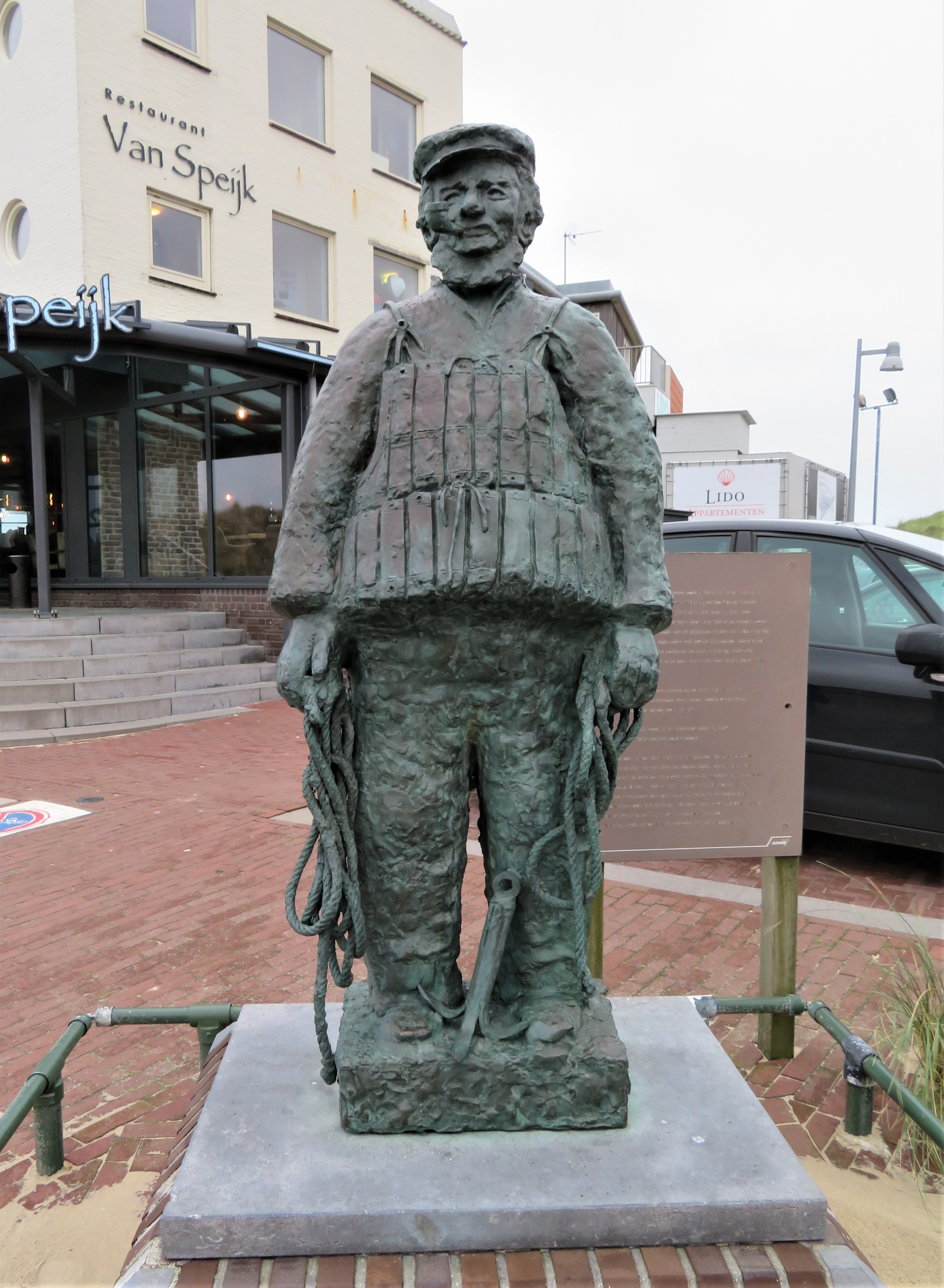
Jaepie-Jaepie (Jacob Glas), Brons 1999, kunstenaar Ad Jansen. Westeinde (De Werf), Egmond aan Zee

Jacob Glas, beter bekend als Jaepie-Jaepie (Egmond aan Zee, 19 september 1832 – aldaar, 5 oktober 1910),  was een redder bij de N.Z.H.R.M. te Egmond aan Zee.

## Biografie
Glas heeft in zijn leven ongeveer 170 schipbreukelingen gered en staat daarmee bekend als een van de grootste helden uit de Egmondse geschiedenis. Hij werd landelijk bekend doordat kinderboekenschrijver Joh. Kieviet (bekend van de verhalen van Dick Trom) een boek over hem schreef.
Jacob Glas werd geboren op 19 november 1832 en groeide op in een straatarm gezin. Jacob was de naam die in zijn geboorteakte stond, maar hij werd meteen Jaap of Japie genoemd. Zijn vader Arie Glas was, net als de meeste mannen uit het dorp, visser. Zijn moeder, Antje Glas-Dekker, zorgde voor het huishouden. Jaap werd wel ouder, maar bleef klein van stuk. Daarom kreeg hij de bijnaam Japie-Japie of in het Derps Jaepie-Jaepie. Hij werd, net als zijn vader, visser. Op 17 mei 1857 trouwde Jacob met Jobje Wijker. Zij kreeg als bijnaam Joppie-Joppie Samen kregen zij zeven kinderen. Maar hoe zwaar Jacob's leven was, bewijst eens te meer het feit dat hij zes van zijn zeven kinderen overleefde.

## Mensenredder
Op 27 mei 1860, op eerste Pinksterdag, woedde er een behoorlijke storm. De dag erna groeide de storm uit tot een orkaan. Vele schepen zijn in dat weekend vergaan, waarbij veel vissers omkwamen. Het zou de eerste keer worden dat Jacob Glas meeging met de reddingsboot. Die dag hielp hij bij twee reddingen, waarbij achttien personen gered werden. De voorjaarsstorm van 1860 zou nadien blijvend de geschiedenis ingaan als de Pinksterstorm. De toenmalige meteoroloog Buys Ballot, oprichter van het KNMI, ijverde daarna voor het invoeren van een stormwaarschuwingsdienst die in 1864 tot stand kwam.  
Regelmatig werden de Egmondse redders geëerd voor hun heldhaftig optreden. Zo kregen zij in 1874 van de President van de Franse Republiek een medaille van verdienste voor het redden van de bemanning van het gestrande Franse schip André uit Nantes. In 1875 kreeg bootsman Aldert Wijker een zilveren medaille van de Deense Koning en de bemanningsleden, waaronder Jaepie-Jaepie, 19 gulden voor het redden van de schipbreukelingen van het Deense schip Lene Marie in 1874.  

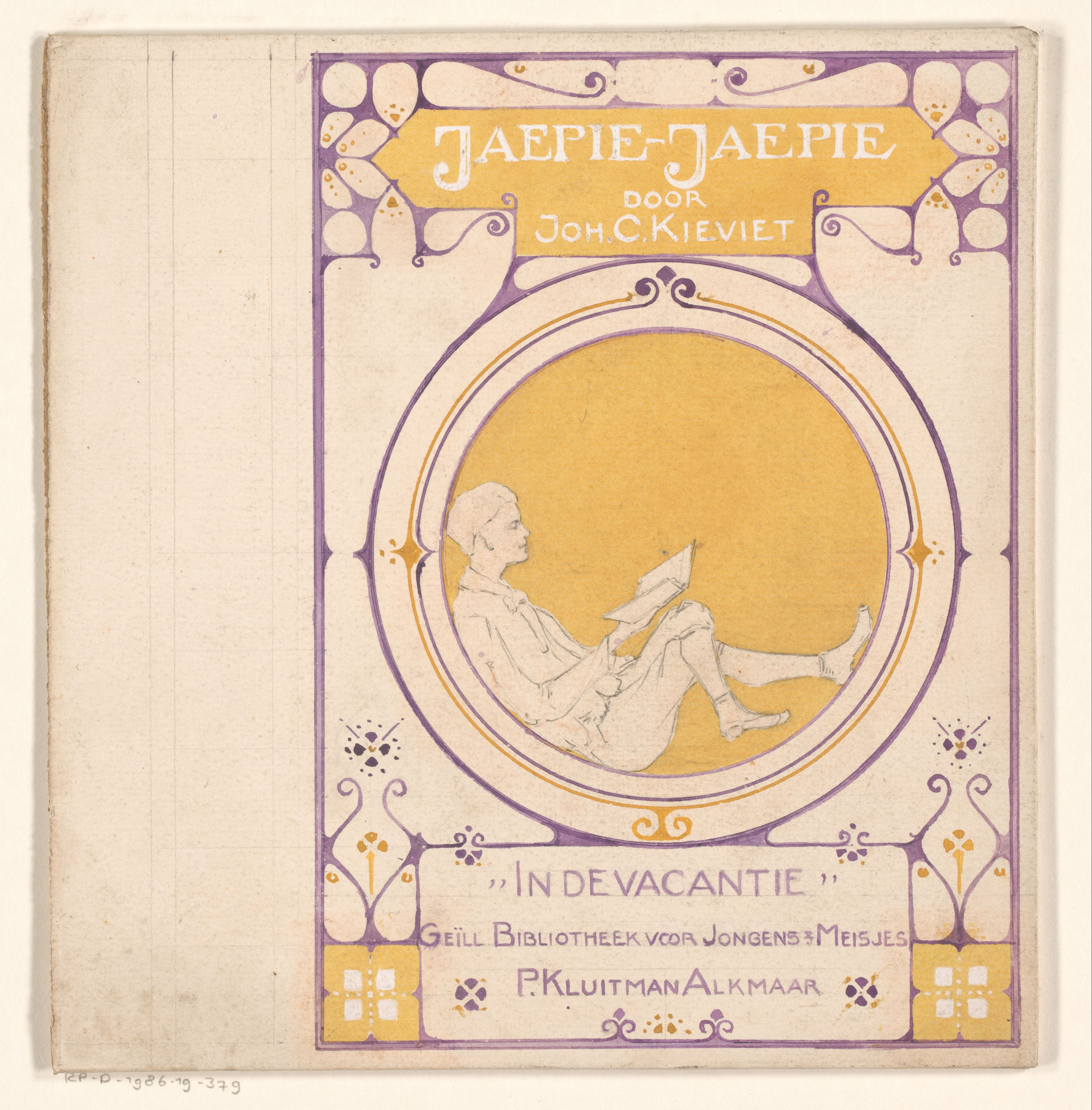
Bandontwerp voor Joh. C. Kievit, Jaepie-Jaepie. In de vacantie

Bijna dertig jaar was hij bemanningslid toen hij door zijn ervaring en heldhaftigheid werd gekozen tot bootsman of schipper van de reddingsboot. Op 27 mei 1900 was Jacob 40 jaar in dienst van de N.Z.H.R.M. Hij kreeg daarbij een getuigschrift en 25 gulden. Op 10 oktober 1903 volbracht hij zijn laatste redding toen hij reeds 71 jaar was en 11 mensen redde van de gestrande KW29 De Drie Gezusters. Een jaar later bedankte hij als schipper en werd hij opgevolgd door Philippus Stam.   
Op 8 oktober 1910 overleed Jacob Glas. Er was geen geld om een grafsteen te bekostigen. Slechts een stuk hout gaf aan waar onze held begraven lag. Pas in 1938 werd uit naam van de K.N.Z.H.R.M., daartoe in staat gesteld door een Engels ingezetene, op het graf van Jacob Glas op de algemene begraafplaats te Egmond aan Zee een grafsteen met inscriptie geplaatst.
Na zijn dood werd ter ere van deze mensenredder een straat naar hem vernoemd. De Jacob Glasstraat vormde tot 1903 de gemeentegrens tussen Egmond aan Zee en Egmond-Binnen.
Bij de hoofdstrandafgang in Egmond aan Zee werd in 1999 een standbeeld voor Jaepie-Jaepie onthuld.